# Диннайи, Мирза Хасан
Мирза Хасан Диннайи (араб. ميرزا حسن دنايي‎; род. 1973) — иракский писатель, езидский общественный деятель, лауреат 2019 года премии «Аврора» за пробуждение гуманизма.
Мирза Диннайи — соучредитель и директор немецкой организации Luftbrücke Irak (нем. Воздушный мост в Ирак), которая спасает своих соплеменников-езидов, жертв гражданской войны в Ираке, эвакуирует женщин и детей с территории, подконтрольной Исламскому государству, и вывозит их на лечение в Германию.

## Биография
Мирза Диннайи родился в Ираке, в деревне недалеко от города Синджар. Его отец, Хассан Али Ага, был главой езидского племени Диннайи. Мирза ещё в школьные годы начал писать о непростом положении езидов в Ираке, а затем, поступив в медицинский университет, примкнул к студенческим группам, оппозиционным режиму Саддама Хусейна. В 1992 году Мирза Диннайи был вынужден бежать в Иракский Курдистан. 
Во время гражданской войны в Иракском Курдистане Диннайи запросил убежище у немецких властей и переехал в Германию. Там он стал заметным представителем езидской диаспоры. После вторжения США И свержения Саддама Хуссейна Мирза Диннайи принял предложенный ему пост советника президента Джалала Талабани по делам меньшинств. На этой должности он проработал примерно год.
14 августа 2007 года в двух езидских городах рядом с Мосулом террористы-смертники взорвали машины. Мирза Диннайи организовал сбор средств для пострадавших и попросил друзей из газеты Neue Osnabrücker Zeitung опубликовать призыв о помощи. Откликнулись два немецких госпиталя, предложив провести лечение пострадавших детей бесплатно. Самой большой сложностью было переправить детей из бедных семей и каких-либо документов в Германию. После первой спецоперации Диннайи осознал необходимость создания новой организации, так как ни одна немецкая НКО не работала с иракскими детьми. Эта идея легла в основу организации «Воздушный мост в Ирак» (нем. Luftbrücke Irak), название которой восходит к операции по авиаснабжению западноберлинцев «Берлинский воздушный мост» (нем. Berliner Luftbrücke). В период с 2007 по 2014 год организация помогла 150 детям и молодым женщинам, переправив их в Германию на лечение.
В начале августа 2014 года боевики Исламского государства оккупировали Синджар. Езиды бежали в Синджарские горы. Мирза Диннайи был среди тех, кто убедили иракского премьер-министра эвакуировать гражданских вертолетами. Диннайи сопровождал лётчиков, которым были незнакомы местные скалы. Иракской авиации удалось спасти почти 5 тысяч человек. 12 августа 2014 года вертолёт Ми-17, в котором находился Диннайи, разбился в горах через несколько минут после взлёта. Диннайи выжил, но со сломанной ногой и сломанными ребрами был отправлен в Германию на лечение. Спустя недолгое время Диннайи вернулся в Ирак в инвалидном кресле, чтобы посетить лагерь беженцев в Ханки. 
В лагере для беженцев в Ханки Мирза Диннайи обнаружил, что женщины-езидки, спасённые из сексуального рабства ИГИЛ, переживают двойную психологическую травму: из-за пережитого насилия и осуждения со стороны консервативного езидского сообщества. Диннайи организовал эвакуацию в Германию пострадавших женщин, где было достаточно специалистов, чтобы помочь страдающим от тяжелой депрессии, панических атак, социальной самоизоляции, бессонницы и суицидальных мыслей. За всё время из Ирака было эвакуировано более тысячи женщин и детей. Одной из вывезенных в Германию оказалась будущая правозащитница и лауреат премии Сахарова Ламийя Аджи Башар.

## Награды
В апреле 2016 года премьер-министр Баден-Вюртемберга Винфрид Кречманн наградил Диннайи золотой медалью Штауфера за гуманитарную работу.
В октябре 2019 года Диннайи был назван лауреатом премии «Аврора» за пробуждение гуманизма). Он получил 100 тысяч долларов на нужды своей организации, а также 1 миллион долларов для распределения по трём НКО по своему выбору. Он выбрал Air Bridge Iraq, SEED Foundation и Shai Fund.